# Am Ende die Hoffnung
Am Ende die Hoffnung ist ein Fernsehdrama nach einem Drehbuch von Annette Hess unter der Regie von Thorsten Näter mit Yvonne Catterfeld und Stephan Luca in den Hauptrollen.

## Handlung
2011: Das seit 1944 als verschollen geltende U-Boot U-864 wird in einem Fjord in Norwegen geborgen. Die 85-jährige Ellen Ludwig erfährt dies; es veranlasst sie, sich auf eine ungewöhnliche Reise zu begeben: Sie steigt in das Taxi ihrer Enkeltochter und lässt sich von ihr nach Oslo fahren; während der Fahrt lässt sie dramatische Ereignisse ihres Lebens noch einmal Revue passieren.
1944: Der jungen Ellen wird klar: Es muss endlich Frieden herrschen. So schließt sie sich eines Tages einer kleinen Widerstands-Gruppe gegen das Hitler-Regime an. Bei einer verpatzten Aktion stößt sie auf den Arzt Robert. Als er ihr gesteht, dass er für den englischen Geheimdienst arbeitet, beschließt Ellen, ihm zu helfen.
Da sein Interesse einzig und allein U-864 und seiner streng geheimen Mission gilt, setzt er Ellen auf den jungen Ingenieur Hans an, der ebenfalls an Bord als Marineoffizier Dienst tut. Ellen gibt ihr Bestes, um den frisch verlobten Offizier auszuspionieren, und sie verlieben sich ineinander.

## Hauptfiguren
Die junge Elisabeth
Die Ermordung ihrer Eltern durch die Nazis hat Ellen hart gemacht; sie schließt sich der Widerstandsbewegung an. Eines Nachts wird sie zusammen mit ihrer Freundin Gertrud bei einer Plakataktion von der Polizei erwischt; ihre flüchtende Freundin wird erschossen.
Der junge Arzt Robert – ein englischer Spion – rettet Ellen vor der Polizei. Er verliebt sich in die Widerstandskämpferin und wirbt sie für den britischen Geheimdienst an. Sie soll den Marineoffizier Hans Mertens ausspionieren.
Hans Mertens
Der aus ärmlichen Hause stammende Hans Mertens hat sich zum Offizier des deutschen Kriegs-U-Boots U-864 hochgearbeitet.
Als U-864 unter Beobachtung des britischen Geheimdienstes gerät, soll Ellen durch Hans Informationen über die Mission des U-Bootes in Erfahrung bringen. Als Ellen ihn näher kennenlernt, erkennt sie in ihm schnell einen ehrlichen, feinfühligen, großherzigen und aufrichtigen Mann. Hans ist durch die Begegnung mit Ellen tief beeindruckt.
Robert Elbing
Der britische Spion und Arzt Robert Elbing verfolgt nur ein Ziel – der sinnlose Krieg muss ein Ende finden, egal wie. Er stellt sich dem Feind entgegen und nimmt in Kauf, ‘über Leichen gehen’ zu müssen.
Seit seiner ersten Begegnung mit Ellen träumt er von einem gemeinsamen Leben mit ihr. Da sich aber der Kontakt zwischen Ellen und Hans Mertens intensiviert, entfernt sie sich immer mehr von Robert und macht ihn so eifersüchtig.
Die ältere Elisabeth
Die Schuld, die sie im Zweiten Weltkrieg auf sich genommen hat, hatte Elisabeth nie überwunden. Die war auch der Grund, weshalb es ihr lebenslang schwer fiel, Gefühle zuzulassen. Das bekamen auch ihre Tochter und Enkeltochter Kati zu spüren. Ihre kühle Fassade beginnt zu bröckeln, als sie fast 60 Jahre nach dem Zweiten Weltkrieg von der Bergung des U-864 erfährt.
Kati Krüger
Die Singlefrau Kati ist die Enkeltochter von Elisabeth und chronisch pleite. Die chaotische Studentin versucht nebenbei, als Taxifahrerin Geld zu verdienen. Weil ihre Großmutter die Familie mehrere Jahre im Stich ließ, ist ihr Verhältnis zu ihr eher kühl.
Die Annäherungsversuche ihrer Großmutter stoßen bei Kati zunächst auf Abwehr. Als Elisabeth auf dem Weg nach Norwegen auf der Fähre zusammenbricht, ist Kati bereit, sich die Geschichte ihrer Großmutter anzuhören.

## Hintergrund
Am 9. Februar 1945 wurde das deutsche Kriegs-U-Boot U-864 an der Küste Norwegens durch das britische U-Boot Venturer angegriffen und versenkt. Der Kapitän von U-864 – Ralf-Reimer Wolfram – hatte den Befehl, Waffenpläne und über 60 Tonnen Quecksilber an die Japaner zu liefern, um sie im Kampf gegen die Amerikaner zu unterstützen. Keiner an Bord von U-864 überlebte den Angriff; 73 Männer starben.

## Dreharbeiten
Der Film wurde zwischen dem 15. Februar und dem 7. April 2011 mit einer Produktionsförderung von etwa 600.000 Euro gedreht. Drehorte waren Berlin und Umgebung sowie München, das Bundesland Niedersachsen und Norwegen. Das Szenenbild schuf Matthias Klemme und die Kostüme wurden von Helene Hohensee entworfen.

## Ausstrahlung
Der Film hatte am 18. Oktober 2011 auf Sat.1 Premiere und erreichte dabei 3,15 Millionen Zuschauer. Der Marktanteil der 14- bis 49-Jährigen lag bei 10,8 Prozent.